# Gierman Małandin
Gierman Kapitonowicz Małandin, ros. Ге́рман Капито́нович Мала́ндин (ur. 3 grudnia?/15 grudnia 1894 w Nolinsku, zm. 27 października 1961 w Moskwie) – radziecki wojskowy, generał armii (12 listopada 1948), profesor.

## Życiorys
Urodzony we wsi Nolinsk w obwodzie nowogrodzkim w rodzinie urzędnika Ministerstwa Spraw Wewnętrznych. Ukończył gimnazjum klasyczne. Studiował na Wydziale Prawa Uniwersytetu w Petersburgu. Został powołany do służby wojskowej wiosną 1915, ukończył przyspieszony kurs w Aleksandrowskiej Szkole Wojskowej. Uczestnik I wojny światowej w bitwach na frontach południowo-zachodnim i rumuńskim, dowódca półkompanii, dowódca kompanii, oficer dowództwa korpusu, porucznik (poruczik).
W Armii Czerwonej od maja 1918. W czasie wojny domowej dowodził pułkiem strzelców, był szefem komisariatów wojskowych guberni Wiatka i Ufa. Od sierpnia 1921 – szef sztabu samodzielnej brygady strzeleckiej, w następnym roku - szef sztabu dywizji strzeleckiej. W 1926 ukończył kursy najwyższej kadry dowódczej przy Wyższej Szkole Wojskowej im. M. Frunzego. W latach 1930–1935 był szefem sztabu Specjalnego Korpusu Strzeleckiego Samodzielnej Armii Dalekowschodniej. Kolejne dwa lata był wykładowcą w Akademii im. Frunzego. Po ukończeniu Wojskowej Akademii Sztabu Generalnego w 1938 został mianowany zastępcą szefa sztabu Kijowskiego Okręgu Wojskowego ds. organizacyjno-mobilizacyjnych, generał major. Uczestniczył w najeździe na Polskę. Od września 1939 zastępca szefa, od lutego 1941 szef Zarządu Operacyjnego Sztabu Generalnego.
Po najeździe Niemiec na ZSRR był szefem sztabu Frontu Zachodniego i Kierunku Zachodniego, a następnie zastępcą szefa sztabu Frontu Zachodniego. Od listopada 1941 szef Wydziału Wojskowej Akademii Sztabu Generalnego, generał porucznik. Od grudnia 1943 szef sztabu 13 Armii I Frontu Ukraińskiego. Brał udział w przygotowaniu i prowadzeniu operacji żytomiersko-berdyczowskiej, sandomiersko-śląskiej, lwowsko-sandomierskiej, dolnośląskiej, berlińskiej i praskiej.
Po wojnie - szef sztabu Centralnej Grupy Wojsk (w Austrii), generał pułkownik. W latach 1946–1948 – Szef Sztabu Generalnego - Zastępca Naczelnego Dowódcy Wojsk Lądowych, generał armii. W latach 1948–1952 i 1953-1955 – zastępca Szefa Sztabu Generalnego Sił Zbrojnych ZSRR. Od marca 1955 do lipca 1956 – I Zastępca Naczelnego Dowódcy Wojsk Lądowych. W kolejnych latach pierwszy zastępca komendanta, a od czerwca 1958 komendant Wojskowej Akademii Sztabu Generalnego. Kawaler dziesięciu radzieckich orderów, w tym dwukrotnie Orderu Suworowa I stopnia, Kutuzowa I stopnia.